# Massimiliano Pani
Massimiliano Pani (Milano, 18 aprile 1963) è un compositore, arrangiatore e produttore discografico italiano.

## Biografia
Figlio della cantante Mina e del suo primo compagno, l'attore Corrado Pani, Massimiliano Pani esordì sedicenne come autore con Valentino Alfano di due brani - Sensazioni e Il vento - inclusi nell'album Attila (1979) di Mina.
Formatosi come musicista con Mario Robbiani e Celso Valli, comincia dall'album successivo (Kyrie, 1980) a collaborare stabilmente con la madre anche come strumentista, alle tastiere, e come arrangiatore.
Dagli esordi a oggi si è occupato, in veste di produttore, compositore e arrangiatore di dischi, di vari generi musicali, confermandosi versatile musicista da studio. Pani ha arrangiato per artisti italiani e stranieri come Mina, Adriano Celentano, Ivano Fossati, Fabrizio De André, Renato Zero, Audio 2, Mónica Naranjo, e collaborato, tra gli altri, con jazzisti come Toots Thielemans, Franco Ambrosetti, Brian Auger, Danilo Rea, Massimo Moriconi, Roberto Gatto, Maurizio Giammarco, Alfredo Golino, Gabriele Comeglio, Antonio Faraò, Ugo Bongianni e tanti altri con i quali Pani ha collaborato e collabora attivamente in occasione delle registrazioni di Mina in studio.
Come produttore per i dischi di Mina ha l'occasione di seguire da vicino il lavoro di un grande arrangiatore e orchestratore italiano, Gianni Ferrio.
Pani è compositore e autore di canzoni di successo in Italia, Spagna e Francia. Nella composizione ha avuto numerose collaborazioni con Piero Cassano. Ha scritto più di 15 canzoni alle quali il grandissimo paroliere Giorgio Calabrese ha messo il testo. In qualità di compositore di colonne sonore lavora con Mediaset, RAI, Medusa e Aran Endemol, per le quali scrive e produce musiche originali per film, Fiction e sceneggiati tv. Collabora alla composizione di audio per il video con Franco Serafini.
Ha composto e prodotto musica per spot pubblicitari, tra gli altri; Barilla, Wind Telecomunicazioni, Fisherman's Friends, Fiat, Scavolini, Unicredit, Tassoni, Smart, Whiskey Jameson, TIM.
In qualità di discografico ed editore musicale, si occupa da più di 20 anni di marketing, distribuzione e comunicazione in relazione ai dischi di Mina, per l'etichetta di famiglia PDU, che dirige. Dal 2011 al 2015 è stato consigliere di amministrazione di Suisa, la società svizzera che tutela i diritti degli autori e degli editori musicali.
Ha lavorato e lavora anche in televisione in qualità di conduttore e autore di trasmissioni.

## Vita privata
Primogenito di Mina, ha una sorella più giovane di lui di otto anni, Benedetta Mazzini, avuta dalla madre con il giornalista Virgilio Crocco. Si è sposato due volte: la prima con Ulrike Fellrath, dalla quale ha avuto il primogenito Axel nel 1986; la seconda con Milena Martelli, dalla quale ha avuto il secondogenito Edoardo, nato nel giugno 2004. Axel Pani ha scritto per Mina i testi dei brani Per poco che sia, Con o senza te, Il frutto che vuoi, Il povero e il re Ballerina e Fly away. Axel ha a sua volta reso Massimiliano nonno di Alma (nata nel 2018) e di Corrado (nato nel 2021).
Massimiliano Pani è un sostenitore dell'associazione Medici senza frontiere, per cui ha partecipato a diverse campagne.

## Discografia
- 1980-2020 autore, arrangiatore e produttore nei dischi di Mina:
- 1979 Attila
- 1980 Kyrie
- 1981 Salomè
- 1982 Italiana
- 1983 Mina 25
- 1984 Catene
- 1985 Finalmente ho conosciuto il conte Dracula...
- 1986 Sì, buana
- 1987 Rane supreme
- 1988 Ridi pagliaccio
- 1989 Uiallalla
- 1990 Ti conosco mascherina
- 1991 Caterpillar
- 1992 Sorelle Lumière
- 1993 Mina canta i Beatles
- 1993 Lochness
- 1994 Canarino mannaro
- 1995 Pappa di latte
- 1996 Cremona
- 1996 Napoli
- 1997 Leggera
- 1998 Mina Celentano
- 1999 Olio
- 1999 Mina Nº 0
- 2000 Dalla terra
- 2001 Sconcerto
- 2002 Veleno
- 2003 Napoli secondo estratto
- 2005 Bula Bula
- 2005 L'allieva
- 2006 Bau
- 2007 Todavía
- 2009 Sulla tua bocca lo dirò
- 2009 Facile
- 2010 Caramella
- 2011 Piccolino
- 2012 12 American Song Book
- 2013 Christmas Song Book
- 2014 Selfie
- 2016 Le migliori Mina Celentano
- 2018 Maeba
- 2018 Paradiso (Lucio Battisti Songbook)
- 2019 Mina Fossati
- 2023 ‘’Ti amo come un pazzo’’
- 2024 ‘’Gassa D’Amante’’

Arrangiatore e produttore per altri artisti:
- 1991 - L'occasione PDU CD 30015
- 1993 - Storie per cani sciolti PDU CD 30022
- 1993 - Audio 2  "Audio 2" produttore intero album
- 1995 - Audio 2 "E=MC2" produttore e arrangiatore
- 1996 - Audio 2 "Senza Riserve”
- 2000 - Monica Naranjo "Minage" produttore e arrangiatore

## Sigle composte per RTI Music
- 1988 - Prendi il mondo e vai per Cristina D'Avena
- 1988 - Le scarpe al chiodo appenderai per Cristina D'Avena
- 1988 - Principessa dai capelli blu per Cristina D'Avena
- 1988 - Rudy, siamo tutti qui per te per Cristina D'Avena
- 1988 - Sempre attento al regolamento per Cristina D'Avena, incisa nel 1994 anche da Mina con il titolo Tu dimmi che città.
- 1988 - Forse diverrai un campione per Cristina D'Avena
- 1989 - Questa allegra gioventù per Cristina D'Avena
- 1989 - Siamo fatti così per Cristina D'Avena
- 1989 - Le fiabe son fantasia per i Piccoli Cantori di Milano
- 1990 - Super Mario per Cristina D'Avena
- 1990 - Un mondo di magia per Cristina D'Avena
- 1991 - Conosciamoci un po' per Cristina D'Avena
- 1991 - Bravo Molière per Cristina D'Avena
- 1998 - Canto largo per Mina
- 2017 - Sacrificio d'amore per Mina

## Musiche per film e fiction TV
- 1984 - Festival di Sanremo sigla del festival "Rose su rose" Mina, composta con Piero Cassano.
- 1989 - Chiara e gli altri (fiction in 24 puntate 1ª serie per Canale 5)
- 1991 - Chiara e gli altri (fiction in 24 puntate 2ª serie per Canale 5)
- 1997 - Da cosa nasce cosa (film, regia Andrea Manni)
- 2000 - Sei forte maestro (fiction in 24 puntate 1ª serie per Canale 5) con Franco Serafini
- 2001 - Sei forte maestro (fiction in 24 puntate 2ª serie per Canale 5) con Franco Serafini
- 1998 - 2008 - Vivere (soap opera più di 1000 puntate per Canale 5) con Franco Serafini
- 2006 - La terza stella (film, regia Alberto Ferrari) con Franco Serafini
- 2009 - Terapia d'urgenza (fiction in 18 puntate per RAI 2) con Franco Serafini
- 2010 - La banda dei Babbi Natale (film, regia Paolo Genovese) con Franco Serafini
- 2013 - Universitari - Molto più che amici (film, regia Federico Moccia) con Franco Serafini
- 2015 - Italia da stimare (trasmissione TV per Rai Uno in 10 puntate) Natale da stimare 4 puntate per Rai Uno con Franco Serafini
- 2016-2017 - Pani&Mollica "Supereroi" (trasmissione TV per Raiuno in 16 puntate)

## Televisione
- 1996 - Gelato al limone, come conduttore con Benedicta Boccoli, per Rai Uno,
- 1996 - David di Donatello, come conduttore della serata premiazioni, per Telepiù,
- 1996 - Europa mon amour, come conduttore della manifestazione per Rai Uno,
- 1996 - Telethon, conduttore/inviato da Lecce per Rai Uno,
- 1997 - Telesogni, conduttore/inviato dal Festival di Sanremo per Rai Tre,
- 1997 - Premio Recanati per la Musica d'Autore, conduttore per Rai Due,
- 1997 - Salone del Libro di Torino, conduttore di uno Speciale per Rai Uno,
- 1998 - Capodanno, conduttore della serata per le piazza di Torino per Rai Uno,
- 2010 - Ti lascio una canzone, condotto da Antonella Clerici, Rai Uno, come Presidente della giuria musicale con Stefania Sandrelli.
- 2011 - Ti lascio una canzone, condotto da Antonella Clerici, Rai Uno, come Presidente della giuria musicale con Orietta Berti e Francesco Facchinetti
- 2012 - È stato solo un flirt?, condotto da Antonella Clerici, Rai Uno, come inviato detective della trasmissione.
- 2012 - Ti lascio una canzone, condotto da Antonella Clerici, Rai Uno, componente della giuria musicale con Pupo e Cecilia Gasdia.
- 2014 - Ti lascio una canzone, condotto da Antonella Clerici, Rai Uno, componente della giuria musicale con Pupo, Cecilia Gasdia e Fabrizio Frizzi.
- 2015 - Italia da stimare, condotto con Marco Cerbella, Rai Uno
- 2015 - Ti lascio una canzone, condotto da Antonella Clerici, Rai Uno, componente della giuria musicale con Fabrizio Frizzi, Lorella Cuccarini e Chiara Galiazzo.
- Techetechete' (Rai 1, 2015) Puntata 8
- 2015 - Natale da Stimare, condotto con Marco Cerbella, Rai Uno
- 2016 - Festival di Sanremo 2016, componente della giuria di esperti
- 2016 - 2017 - Pani&Mollica "Supereroi " condotto con Vincenzo Mollica, Rai Uno